# Natica pluvialis
Natica pluvialis is een slakkensoort uit de familie van de Naticidae. De wetenschappelijke naam van de soort is voor het eerst geldig gepubliceerd in 1999 door Kurono.